# Andrzej Selerowicz
Andrzej Selerowicz (* 25. dubna 1948 Bełchatów) je polský LGBT aktivista žijící v Rakousku, autor a překladatel anglické a německé literatury do polštiny.

## Život a dílo
Od roku 1976 žije ve Vídni v Rakousku. Je členem LGBT organizace Homosexuelle Initiative Wien (HOSI Wien). Roku 1982 se stal předsedou EEIP (Eastern Europe Information Pool), jež je součástí organizace ILGA. Zasloužil se o shromáždění a archivaci otevřené, oficiální a dostupné sbírky mediálních a publikačních zdrojů o situaci gayů a leseb ve východní Evropě do roku 1989. V roce 1984 vydal monografii o svém výzkumu:
- (1984) Rosa Liebe unter dem Roten Stern: zur Lage d. Lesben u. Schwulen in Osteuropa. Vydavatel: Frühlings Erwachen in Hamburg, ISBN 3-922611-86-9

Od roku 1983 podporuje vznik a rozvoj polského gay a lesbického hnutí. Počínaje rokem 1983 začal psát a šířit informace mezi polskými gayi prostřednictvím ilegálního zpravodaje Etap, který později dal název první tajné skupině LGBT ve Vratislavi. Ve vydání z roku 1984 poprvé použil termín gej, aby vytvořil neutrálně znějící polskou náhradu pro homosexuála. Od té doby se tento termín stal v polštině široce přijímaným.
V letech 1987 až 1988 byl konzultantem Varšavského gay hnutí (Warszawski Ruch Homoseksualny). Protože neexistovaly žádné knihy o LGBT a toto téma bylo v polských médiích zcela tabuizováno, začal překládat a vydávat (z angličtiny a němčiny) klasickou a známou homoerotickou literaturu (Wildea, Baldwina ad.). Od roku 1990 spolupracoval deset let s redakcí polského časopisu Inaczej v Poznani a pravidelně psal články a eseje. V Polsku vydal knihy věnující se LGBT tematice:
- (1993): Leksykon kochających inaczej. Fakty, daty, nazwiska. Vydavatel: Wydawnictwo Softpress, Poznań, ISBN 83-900208-6-6
- (2017): Zbrodnia, której nie było. Vydavatel: Wydawnictwo Novae Res, Gdynia, ISBN 978-83-8083-604-4
- (2018): Ariel znaczy lew. Vydavatel: Wydawnictwo Novae Res, Gdynia, ISBN 978-83-8083-835-2

Jeho účast v polském LGBT hnutí byla zmíněna v publikacích:
- (2012): Gejerel. Mniejszości seksualne w PRL-u (strany: 44, 350–351, 355, 370), autor: Krzysztof Tomasik, vydavatel: Wydawnictwo Krytyki Politycznej, Warsaw, ISBN 978-83-62467-54-9
- (2012): Kłopoty z seksem w PRL (kapitola: Początki ruchu gejowskiego w Polsce 1981–1990), hlavní spoluautor: Marcin Kula, vydavatelé: Wydawnictwa Uniwersytetu Warszawskiego a Instytut Pamięci Narodowej, Warsaw, ISBN 978-83-235-0964-6
- (2017): Transnational Homosexuals in Communist Poland (strany: 67–69, 106, 138, 224, 232), autor: Lukasz Szulc, vydavatel: Global Queer Politics, London, ISBN 978-3-319-58900-8

Tyto knihy přeložil do polštiny:
- (1990) Gore Vidal: The City and The Pillar (polsky: Nie oglądaj się w stronę Sodomy), vydavatel: Fundacja Polonia, ISBN 83-85080-01-5
- (1991) James Baldwin: Giovanni's Room (polsky: Mój Giovanni), vydavatel: Państwowy Instytut Wydawniczy, Warsaw, ISBN 83-06-02048-0
- (1992) Oscar Wilde: Teleny, vydavatel: Wydawnictwo Softpress, Poznań, ISBN 83-900208-0-7
- (2011) Oscar Wilde: Teleny, vydavatel: Wydawnictwo Interwers, ISBN 978-83-623-4407-9

V roce 2000 pracoval v archivu Dokumentačního centra rakouského odboje (Dokumentationsarchiv des österreichischen Widerstandes) ve Vídni, kde spolupracoval na výzkumu pronásledování německými a rakouskými nacisty a na jejich souzení po druhé světové válce. Byl také spoluautorem výsledků výzkumu publikovaných v roce 2009 v Rakousku. Zúčastnil se několika vědeckých konferencí na toto téma v Rakousku, Německu a Polsku a publikoval několik článků.
U příležitosti 30. výročí operace Hyacint vydal román, který kombinuje autentická historická fakta s fiktivním příběhem a podává soustředěný obraz výslechů 11 000 gayů policií a agenty státní bezpečnosti v Polsku v letech 1985–1987 a výsledných „růžových spisů“. Román vyšel v Krakově:
- (2015): Kryptonim Hiacynt, vydavatel: Queermedia.pl, ISBN 978-83-935246-5-5[2]